# 708 هـ
708 هـ هي سنة في التقويم الهجري امتدت مقابلةً في التقويم الميلادي بين سنتي 1308 و1309.

## مواليد
- ابن هشام الأنصاري
- شمس الدين محمد بن مفلح

## وفيات
- أبو ثابت عامر
- ابن خميس